# Pervigilium Veneris

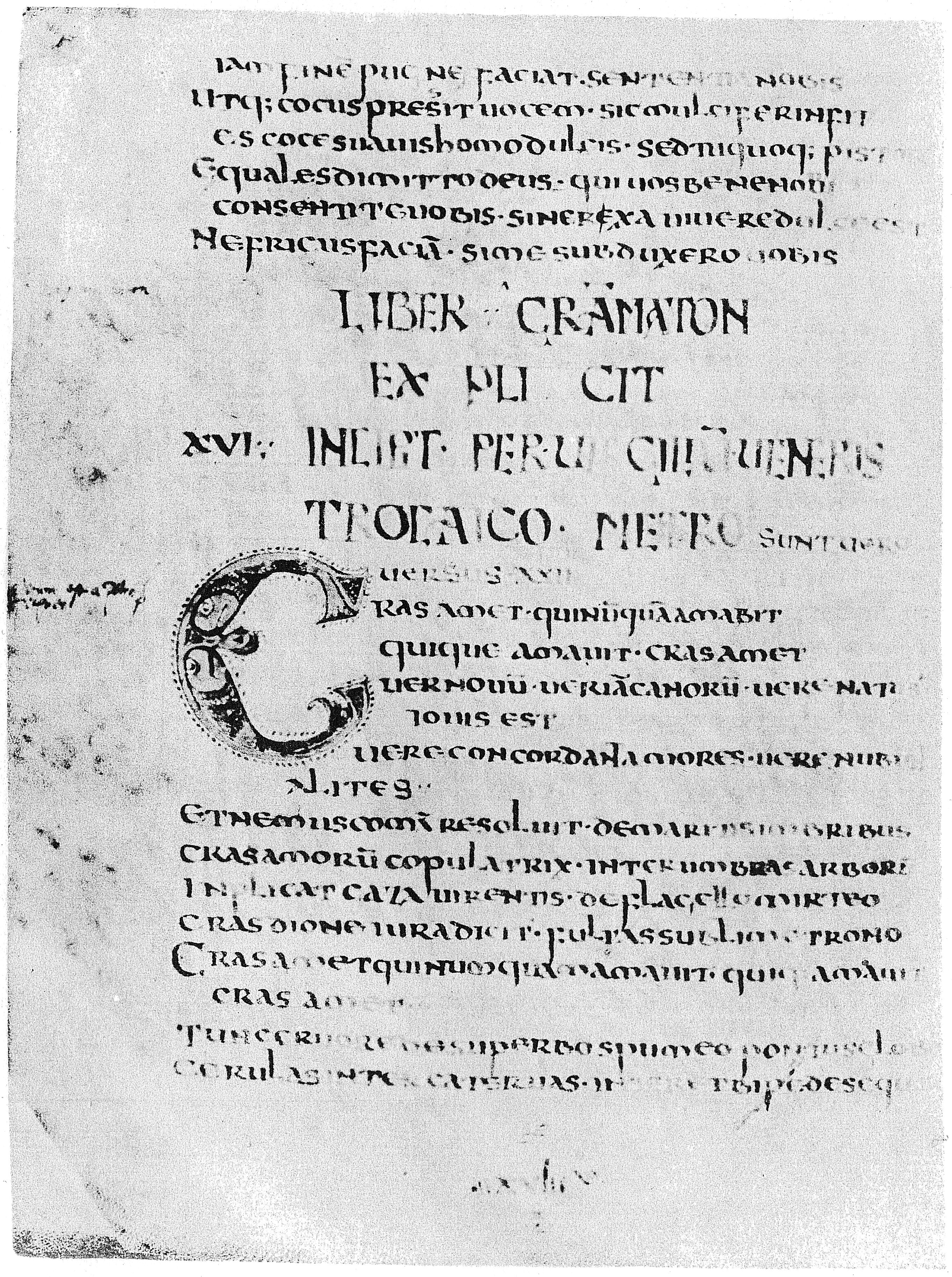
Der Anfang des Gedichtes im Codex Salmasianus

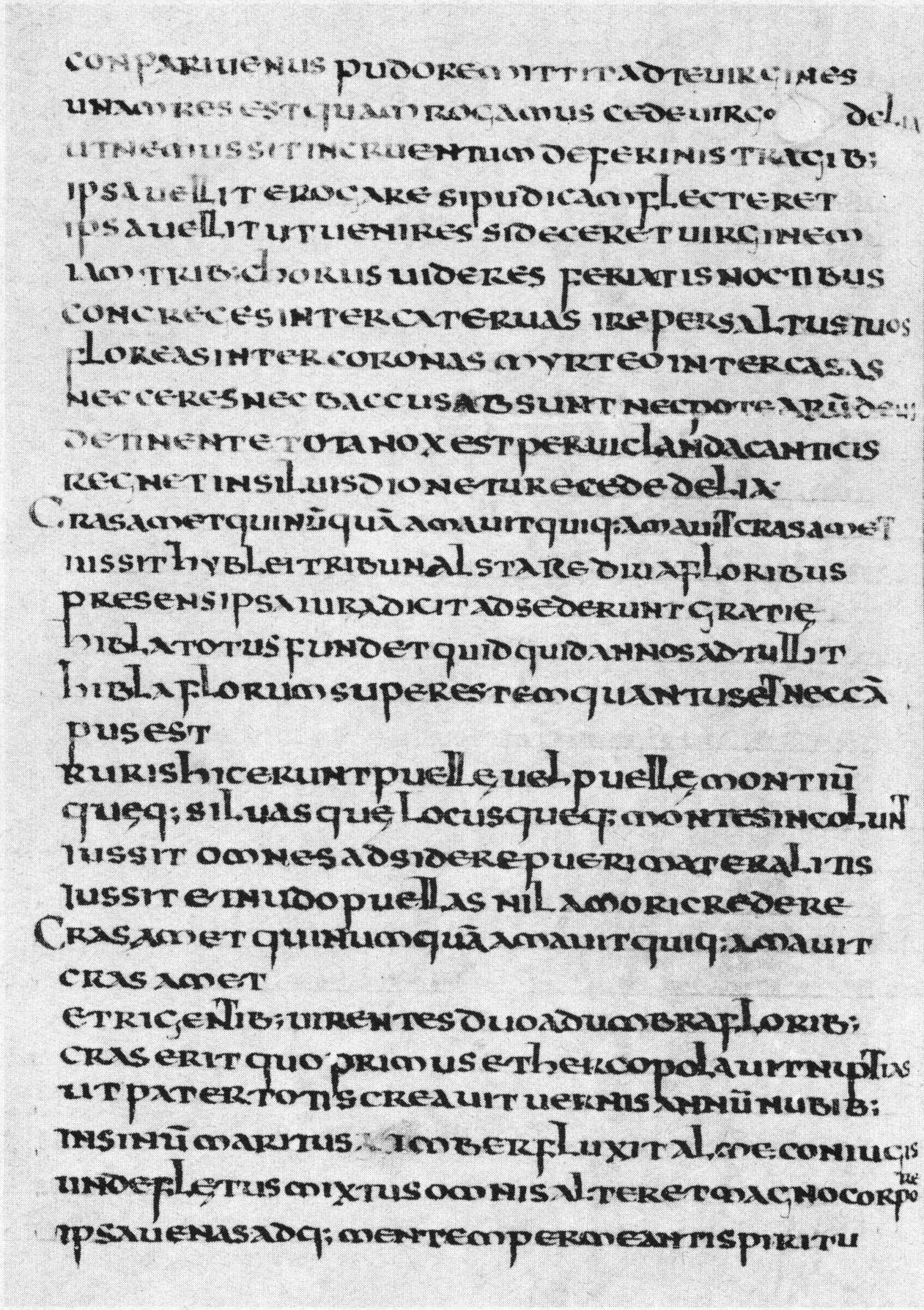
Das Pervigilium Veneris in der Handschrift Paris, Bibliothèque Nationale, Ms. lat. 10318 (8. Jahrhundert)

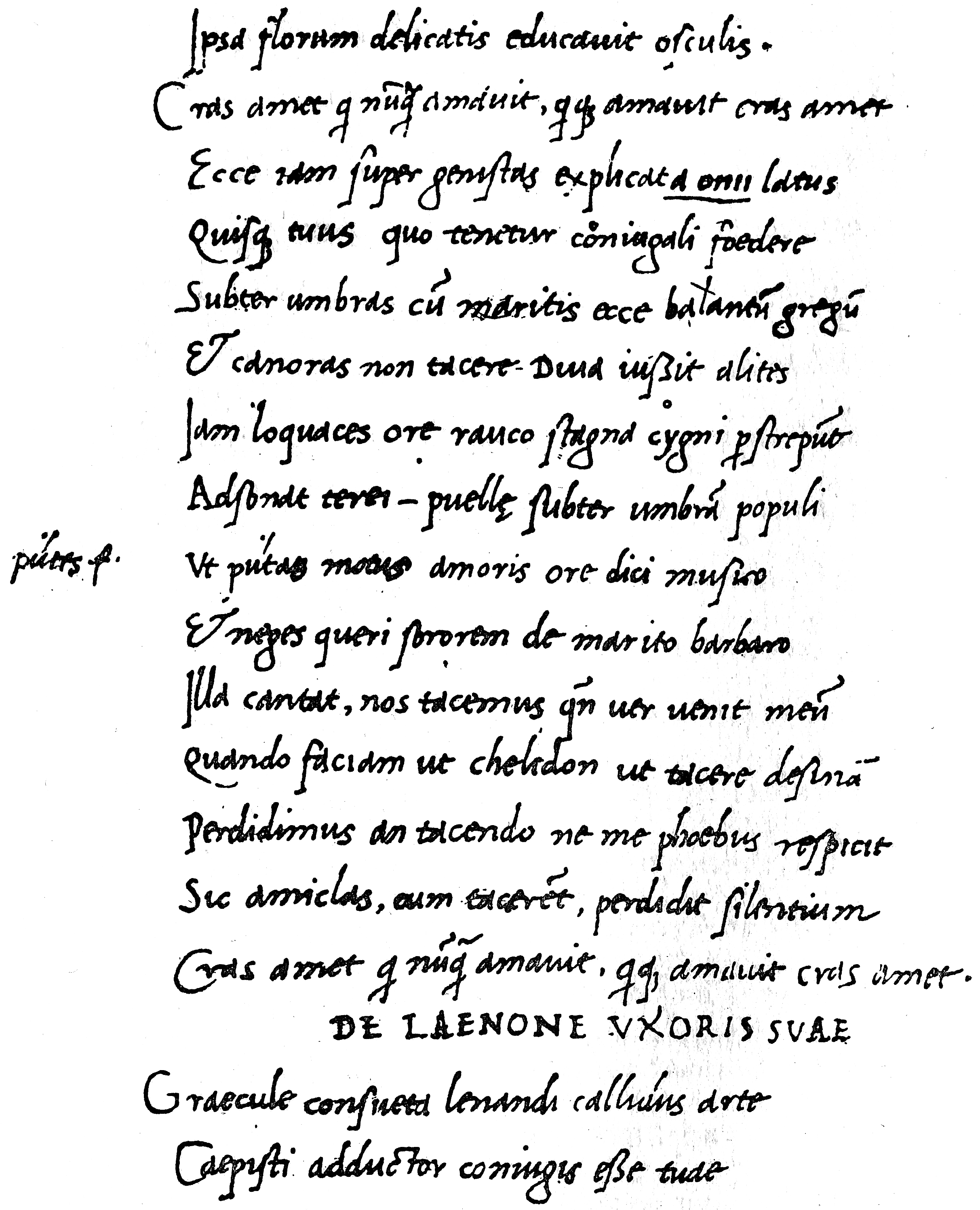
Das Ende des Gedichtes in einer humanistischen Handschrift (codex V)

Das Pervigilium Veneris (lateinisch „Nachtfeier der Venus“) ist ein spätantikes lateinisches Gedicht, das ohne Verfassernamen in der Anthologia Latina überliefert wurde.
In 93 Versen (metrisch: katalektischen trochäischen Tetrametern) schildert es die Wiederkehr des Frühlings mit der Belebung der Natur am Vorabend eines traditionellen Venusfestes (der titelgebenden ‚Nachtfeier‘) im Hain von Hybla auf Sizilien. Die Schilderung gilt besonders der mythischen Bedeutung des Frühlings, so berichtet das Gedicht von den Tänzen der Nymphen sowie dem Auftreten des Liebesgottes Amor/Eros sowie der Leben und Liebe spendenden Göttin Venus/Aphrodite. Der Text wird durch den immer wiederkehrenden Refrain:
Cras amet qui numquam amavit, quique amavit cras amet!
Morgen liebe, wer niemals geliebt hat, wer schon geliebt hat, liebe morgen!
in lockere Strophen gegliedert. Das Gedicht klingt in der elegischen Klage des Dichters (genauer: des lyrischen Ichs) aus:
Jene [die Schwalbe] singt, nur ich muss schweigen. Wann erscheint mein Frühling mir?
Wann werde ich wie die Schwalbe sein, dass ich mein Schweigen brechen kann?
Schweigend habe ich die Muse verloren, Phoebus achtet meiner nicht.
Obwohl sich der Text formal als traditionelles Prozessionslied gibt, wie es bei derartigen Festen gesungen wurde, handelt es sich wohl um das Werk eines einzelnen Autors, der nach neuerem Forschungsstand den Poetae novi des 4. Jahrhunderts zuzurechnen ist. Viel diskutiert wurde die schon 1872 vorgetragene Vermutung der Verfasserschaft des Tiberianus. Deren Befürworter verweisen auf stilistische Ähnlichkeiten mit der Kleindichtung des Tiberianus. Die Hypothese stößt aber in der neueren Forschung überwiegend auf Skepsis oder entschiedene Ablehnung. 
Seit seiner Wiederentdeckung und Erstedition durch den Humanisten Pierre Pithou hat das Pervigilium viele Bewunderer gefunden und zählt zu den berühmtesten anonym überlieferten lateinischen Dichtungen. Dafür ist neben der sprachlichen Eleganz sowie der liebevollen Natur- und Mythologieschilderung v. a. der melancholische Schluss verantwortlich, der als eine der ersten und elegantesten innerliterarischen Verarbeitungen des in der modernen Literatur häufigen Phänomens der Schreibhemmung gelten kann.

## Textausgaben und Übersetzungen
- Laurence Catlow (Hrsg.): Pervigilium Veneris. Latomus, Bruxelles 1980, ISBN 2-87031-112-5 (kritische Ausgabe mit ausführlicher Einleitung, englischer Übersetzung und Kommentar)
- Andrea Cucchiarelli: La veglia di Venere. Pervigilium Veneris. Rizzoli, Milano 2003, ISBN 88-17-10635-6 (italienische Übersetzung mit Einleitung und ausführlichem Kommentar)
- Crescenzo Formicola (Hrsg.): Pervigilium Veneris. Loffredo, Napoli 1998, ISBN 88-8096-558-1 (kritische Ausgabe mit ausführlicher Einleitung, italienischer Übersetzung und Kommentar)
- George P. Goold (Hrsg.): Catullus, Tibullus, Pervigilium Veneris. 2. Auflage. Harvard University Press, Cambridge (MA) 1988, ISBN 0-434-99006-X, S. 341–359 (lateinischer Text und englische Übersetzung, überarbeitete Fassung der Ausgabe von John William Mackail, 1913)